# Levapunti

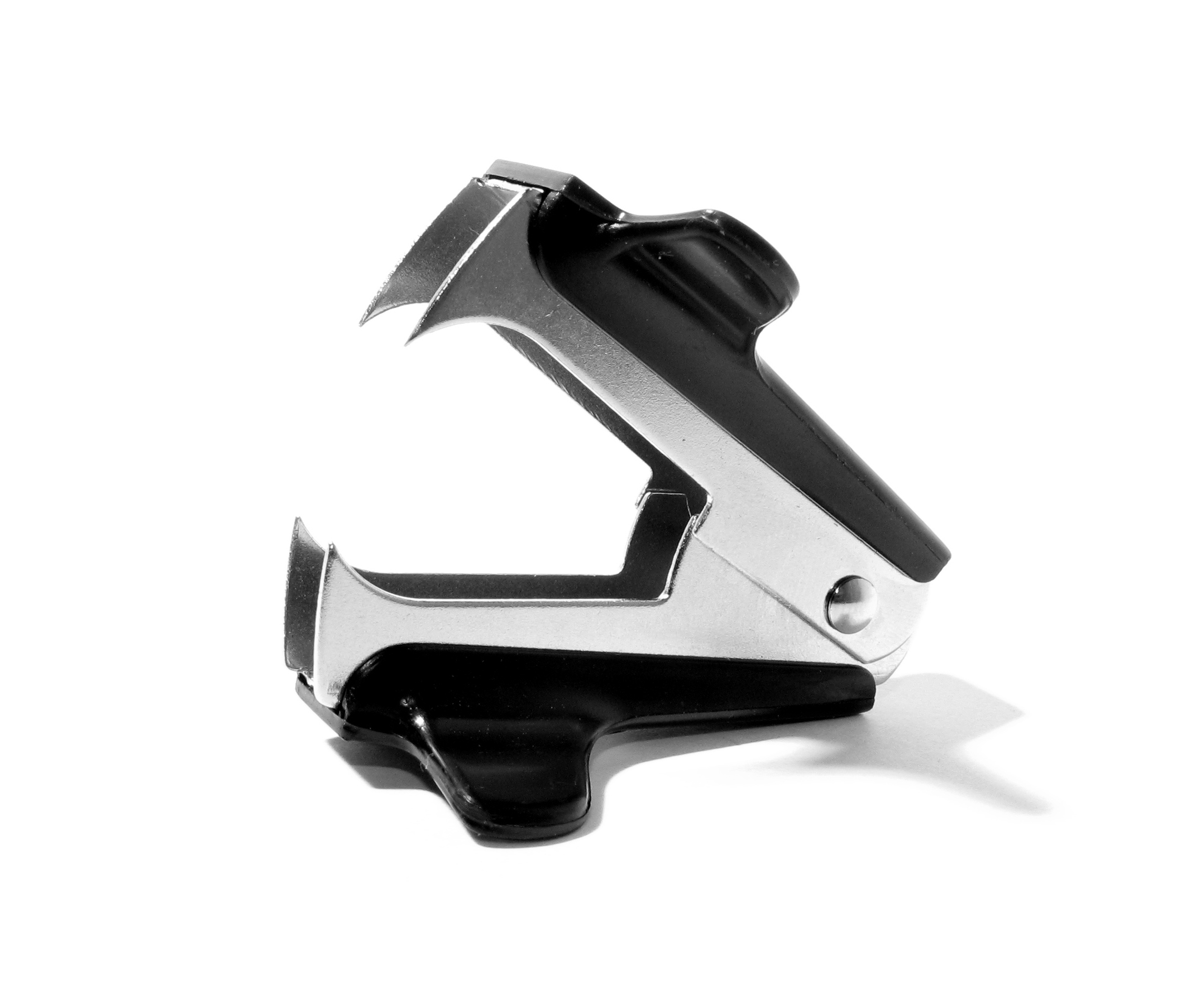
Levapunti

La levapunti è un attrezzo a molla utilizzato per togliere i punti metallici che uniscono più fogli.

## Storia
La levapunti fu inventata da William G. Pankonin di Chicago, Illinois. La richiesta di brevetto è stata depositata il 12 dicembre 1932, concessa il 3 marzo 1936 e pubblicata il 3 aprile 1936 come documento brevettuale US 2.033.050. Una versione modificata, anche in grado di rimuovere graffette spezzate, è stata brevettata da Joseph A. Foitle di Overland Park, Kansas. Il brevetto per quest'ultima invenzione è stato depositato il 28 maggio 1969 ed è stato rilasciato il 28 dicembre 1971, pubblicato come US 3.630.486 A.